# Tasas y tablas demográficas
Las tasas y las tablas demográficas son unas herramientas estadísticas para expresar los valores, u otros datos para un mejor análisis y comprensión. 
Por su parte las tasas se refieren a la frecuencia relativa con que se producen ciertos acontecimientos en relación con la población media existente durante el tiempo en que se han registrado tales acontecimientos. 
Las más conocidas son las tasas de mortalidad y de natalidad.
- Datos: Q10930693